# Cabo Leveque

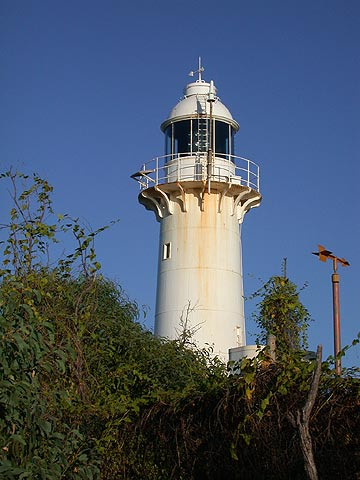
Vista del faro del cabo, en el extremo norte de la península Dampier

El cabo Leveque (en inglés: Cape Leveque) es un cabo australiano de la costa índica que constituye el punto más septentrional de la península Dampier en la región de Kimberley del estado de Australia Occidental. El cabo Leveque se encuentra a 240 km al norte de la ciudad turística de Broome, en una ubicación remota que tiene pocos servicios en la zona. Sin embargo las playas de arena del cabo atraen un número considerable de visitantes.
En 1912 se construyó en el cabo Leveque un faro que tiene 13 m de altura. Su firma luminosa es un grupo de tres detellos que ocurren cada veinte segundos, donde el haz de luz emite en un plano focal de 43 m. El faro marca la entrada oeste al King Sound.
El cabo Leveque fue un sitio de acampe de antiguos pueblos nómades del norte de Australia y probablemente aun es utilizado en la actualidad. Prueba de ello son los montículos de deshechos próximos al pequeño parque de casas rodantes que se encuentra en la costa del Océano Índico. En sus costas anidan tortugas salvajes y multitud de aves marinas, recolectando alimento marino de las rocas expuestas durante la baja mar en la costa que se extiende hasta Broome en la zona sur de la península. Las ballenas acuden a esta zona para dar a luz, descansar y jugar entre las islas que se encuentran en cercanías de la península Dampier.
Los habitantes aborígenes de la zona son el pueblo bardi, que han estado viviendo en la zona costera durante 7000 años
En 1688, el capitán Read navegó más allá del cabo con William Dampier a bordo del barco Cygnet. Dampier escribió el libro Un nuevo viaje alrededor del mundo sobre ese viaje. Nicolas Baudin navegó a lo largo del cabo en 1803 y lo nombró como cabo Levêque en honor al hidrógrafo Pierre Levêque que llevaba a bordo. El explorador Phillip Parker King navegó a lo largo de la costa en agosto de 1821.